# Kvarnsvedens Idrottsklubb
O Kvarnsvedens Idrottsklubb, ou simplesmente Kvarnsvedens IK, é um clube de futebol da Suécia. Sua sede fica localizada em Borlänge.